# Geoffrey Picard
Geoffrey William Picard (20. marts 1943 - 14. september 2002) var en amerikansk roer, født i Oakland, Californien.
Picard vandt en bronzemedalje i firer uden styrmand ved OL 1964 i Tokyo. De tre øvrige medlemmer af amerikanernes båd var Dick Lyon, Ted Mittet og Ted Nash. Den amerikanske båd kom ind på tredjepladsen i finalen, hvor Danmark vandt guld, mens Storbritannien tog sølvmedaljerne. Det var den eneste udgave af OL han deltog i.

## OL-medaljer
- 1964:  Bronze i firer uden styrmand